# دامیانو لیا
دامیانو لیا (انگلیسی: Damiano Lia؛ زادهٔ ۲۵ نوامبر ۱۹۹۷) بازیکن فوتبال اهل ایتالیا است.